# Нуча (Ардатовський район)
Нуча (рос. Нуча) — село в Росії у складі Ардатовського району Нижньогородської області. Входить до складу Стексовської сільської ради.

## Географія
Село знаходиться за 7 км на північ-схід від Ардатова та за 128 км на північний захід від Нижнього Новгорода.
Розташовується на річці Нуча, яка впадає в річку Теша і є її лівою притокою. Абсолютна висота над рівнем моря - 145 м..

## Населення
| 1999 | 2002 | 2010 |
| ---- | ---- | ---- |
| 36   | ↗37  | ↘28  |